# 1092 Lilium
1092 Lilium este un asteroid din centura principală, descoperit pe 12 ianuarie 1924, de Karl Reinmuth.